# Nikolaj Boecharin
Nikolaj Ivanovitsj Boecharin (Russisch: Никола́й Ива́нович Буха́рин) (Moskou, 9 oktober 1888 [O.S. 27 september] - aldaar, 15 maart 1938) was een Sovjet-Russisch econoom. Hij werd op jonge leeftijd lid van de bolsjewistische vleugel van de Russische Sociaaldemocratische Arbeiderspartij (RSDAP). Hij ontplooide reeds in 1905, tijdens de toenmalige revolutie, revolutionaire activiteiten. Van 1910 tot 1917 leefde hij in ballingschap, onder andere in Wenen en New York. Tijdens zijn ballingschap was hij op journalistiek vlak actief.

## Voor 1917
Boecharin werd geboren in Moskou. Zijn ouders waren allebei onderwijzers in het lager onderwijs. Op zijn zestiende begon zijn politieke leven door, samen met Ilja Ehrenburg, deel te nemen aan studentenacties die verbonden waren met de Universiteit van Moskou. Deze acties gebeurden in het kader van de Russische Revolutie van 1905. Hij sloot zich aan bij de Sociaaldemocratische Arbeidspartij in 1906 en werd lid van de bolsjewistische fractie. Samen met Grigori Sokolnikov zat hij de nationale jeugdconferentie in Moskou voor. Deze jeugdconferentie zou later beschouwd worden als de stichting van de Komsomol, de communistische jeugdbeweging.
Op 20-jarige leeftijd was hij, binnen de partij, lid van de afdeling te Moskou. Deze afdeling was zwaar geïnfiltreerd door de tsaristische geheime politie, de Ochrana. Aangezien hij een van de leidende figuren was, werd hij al snel gevolgd door de Ochrana. In deze periode kwam hij in nauw contact met Valerian Obolenski en Vladimir Smirnov en ontmoette hij zijn latere vrouw, Nadezjda Michailovna Loekina, de zus van Nikolaj Loekin.
Na een korte opsluiting werd Boecharin in 1911 naar Onega, nabij het noordelijke Archangelsk, verbannen. Hij dook al snel op in het Duitse Hannover. Tijdens deze verbanning zette hij zijn opleiding voort en werd hij een van de vooraanstaande theoretici van de bolsjewieken. Hij kreeg interesse in de werken van niet-marxistische economische theoretici, zoals Aleksandr Bogdanov, die afweek van leninistische opvattingen. Tijdens zijn verbanning schreef hij in New York verscheidene boeken en schreef hij mee aan de krant Novy Mir (Nieuwe Wereld) samen met Leon Trotski en Aleksandra Kollontaj. Tijdens de Eerste Wereldoorlog schreef hij een klein boekje over imperialisme waarvan de ideeën later door Lenin overgenomen worden in zijn boek Imperialisme: de hoogste fase van het kapitalisme. Toen hij terugkeerde naar Rusland na de Februarirevolutie van 1917, werd Boecharin een van de vooraanstaande bolsjewieken in Moskou en werd hij verkozen in het Centraal Comité van de Russische Communistische Partij.

## Van 1917 tot 1928

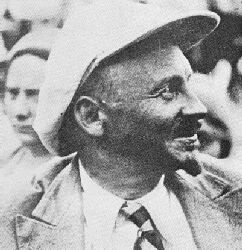
Nikolaj Boecharin, 1928

Boecharin speelde geen grote rol in de machtsgreep van de bolsjewieken. Na de Oktoberrevolutie (1917) kreeg Boecharin de functie van hoofdredacteur van de Pravda ('De Waarheid'). Dit bleef hij tot 1929. De Pravda was het belangrijkste en meest gelezen orgaan van de Russische Communistische Partij (en later van de Communistische Partij van de Sovjet-Unie). In 1920 schreef Boecharin samen met Jevgeni Preobrazjenski het boek Het ABC van het communisme. Boecharin behoorde aanvankelijk tot de ultralinkse vleugel van de communistische partij, die zich hevig verzette tegen de vredeseisen van de centrale mogendheden. Boecharin was een tegenstander van de Vrede van Brest-Litovsk. Hij wilde de oorlog verderzetten en er een wereldwijde aanzet voor proletarische revolutie van maken. In 1921 veranderde hij van mening en aanvaardde hij Lenins beleid. Hij zou ook de Nieuwe Economische Politiek (NEP) van Lenin aanmoedigen en verdedigen.
Sommigen bekritiseren Boecharin voor deze bocht van 180°, en zijn verandering kan verklaard worden door de nood aan vrede en stabiliteit na zeven jaar oorlog in Rusland en het falen van de communistische revolutie in Centraal- en Oost-Europa. Na Lenins dood werd Boecharin een volwaardig lid van het Politbureau in 1924 en voorzitter van de Communistische Internationale, de Comintern, in 1926.
Hij was lid van de Rechtse Oppositie van 1924 - 1926 in hun strijd tegen Trotski, die juist felle kritiek had op de NEP. Na 1926 werd Boecharin, ondertussen beschouwd als de leider van de rechtervleugel van de communistische partij, een bondgenoot van de centrumvleugel van de partij, die geleid werd door Stalin en die de overheersende groep vormde nadat Stalin zijn voormalig bondgenootschap met Kamenev en Grigori Zinovjev had verbroken. Het was Boecharin die het idee van Socialisme in één land, door Stalin naar voor gebracht in 1924 zou uitdenken. Socialisme in één land hield in dat socialisme (in het leninisme hield dit de overgangsperiode van kapitalisme naar communisme in) realiteit kon worden in één land, zelfs in een onderontwikkeld land als Rusland. Deze nieuwe theorie hield ook in dat de revolutie niet langer aangemoedigd moest worden in de kapitalistische landen aangezien Rusland het socialisme alleen kon en moest bereiken. Deze theorie zou de basis vormen voor het stalinisme.

## Verlies van macht
In 1928 stelde Stalin het idee van collectivisatie voor. Hij geloofde dat de NEP niet snel genoeg zorgde voor industrialisatie. Boecharin was bezorgd over dit vooruitzicht. Hij geloofde dat dit de boeren tegen hen zou opzetten en ze daardoor minder productief zouden zijn. Hij wilde dan wel dat de Sovjet-Unie industrialiseerde, dit echter door de boeren de kans op welvaart aan te bieden. Dit zou leiden tot een grote productiviteit en dus tot meer graanopbrengsten die in het buitenland verkocht konden worden. Boecharin steunde een voortzetting van de NEP. Hij verdedigde dit in bijeenkomsten van het Politbureau en het partijcongres. Hij stelde dat verplichte graanopeising contraproductief zou zijn, net zoals oorlogscommunisme was geweest. Boecharin probeerde steun te zoeken, inclusief van Kamenev en Zinovjev die hun macht waren kwijtgeraakt en nu een midden-niveaupositie hadden in de Russische Communistische Partij.
Stalin viel Boecharins ideeën aan en brandmerkte hem als revisionist. In 1929 werd Boecharin uit het politbureau gezet. In datzelfde jaar verloor hij ook zijn voorzitterschap van de Comintern. Sindsdien was hij voorzitter van het Rode Professoraat en voorzitter van de wetenschappelijk technische afdeling van de Hoge Economische Raad. Internationale steun voor Boecharin, geleid door Jay Lovestone van de Amerikaanse Communistische Partij, werd gesaboteerd doordat de mensen die hem steunden uit de Comintern werden gezet. Zij vormden een internationale alliantie om hun ideeën te verdedigen onder de naam Internationale Communistische Oppositie. Deze wordt dikwijls ook genoemd als de Rechtse Oppositie, een term die gebruikt werd door de trotskistische linkse oppositie in de Sovjet-Unie.

## Executie

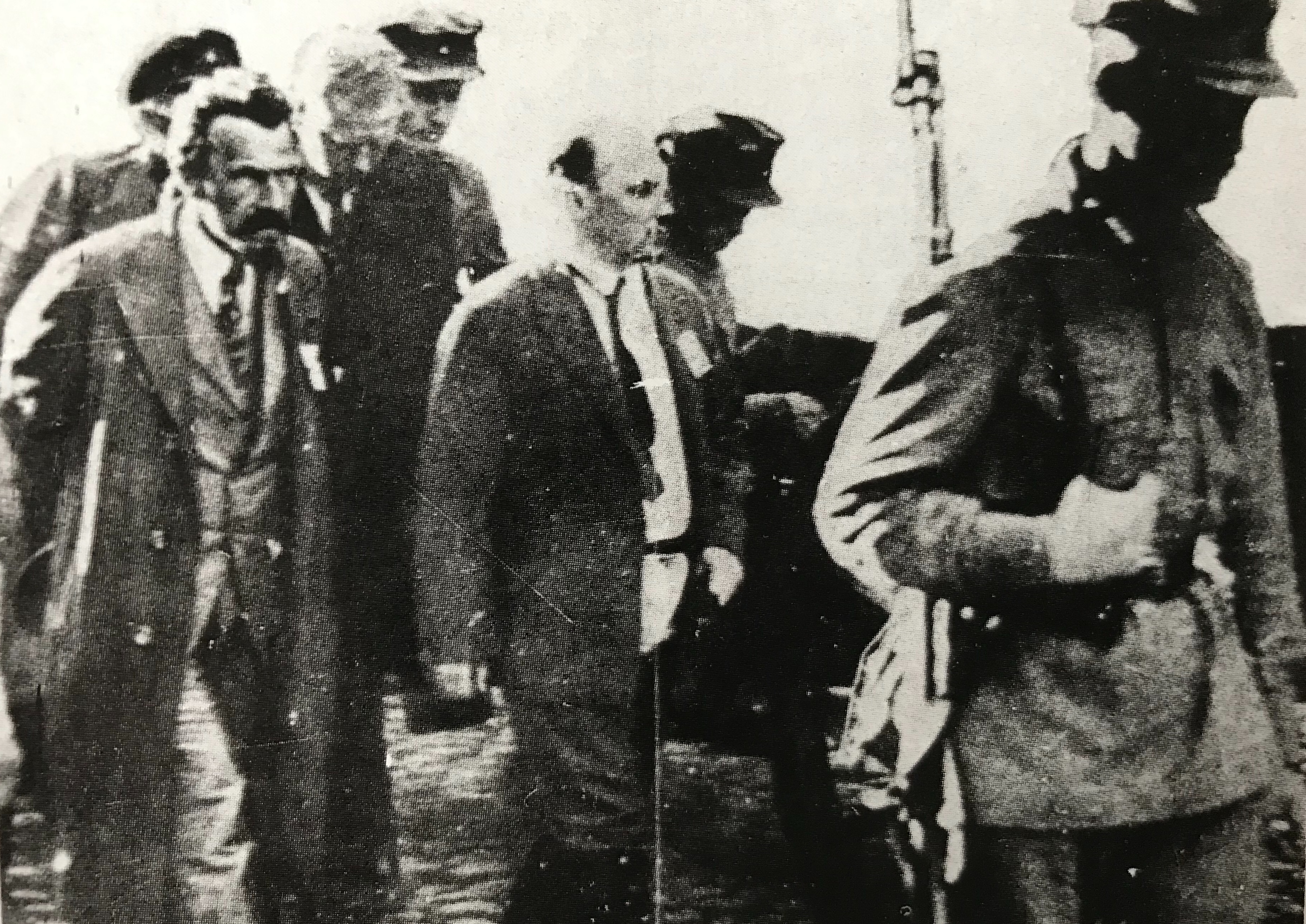
Aleksej Rykov en Boecharin in 1938 op weg naar hun proces

Boecharin werd politiek in ere hersteld door Stalin in 1934 en werd hoofdredacteur gemaakt van Izvestia. Hier had hij het regelmatig over het gevaar van fascistische regimes in Europa. Hij werd gearresteerd na een plenum van het Centrale Comité van de Russische Communistische Partij op beschuldiging van samenzwering tegen de staat. Hij verscheen voor de rechtbank in maart 1938, als onderdeel van het Proces van de Eenentwintig tijdens de Grote Zuiveringen van Stalin. Boecharin werd op 15 maart 1938 geëxecuteerd door de NKVD. Ironisch genoeg werd het nieuws van zijn dood overschaduwd door de Anschluss.
Na de bekendmaking van zijn doodvonnis, verstuurde Boecharin een bericht naar Stalin met als inhoud Koba, waarom moet ik sterven van jou? (Russisch: Коба, зачем тебе нужна моя смерть?). Het gebruik van Stalins vroegere pseudoniem Koba toont aan hoe dicht beiden ooit bij elkaar hadden gestaan. Na Stalins dood in 1953 werd deze brief in zijn bureau gevonden.

## Erfenis
Boecharins zevenentwintig jaar jongere vrouw Anna Larina werd op haar beurt ook gearresteerd. Zij werd twintig jaar in kampen opgesloten en ijverde jarenlang voor zijn eerherstel. Uiteindelijk werd hij officieel door de Sovjet-Unie gerehabiliteerd onder Gorbatsjov, in 1988.
Boecharin was de meest vooraanstaande opsteller van de grondwet van de Sovjet-Unie van 1936 waarin vrije meningsuiting en vrijheid van pers, bijeenkomst en religie centraal stonden. Andere elementen hierin waren de vrijheid van persoon, het recht op het privaat bezit van een woning en het briefgeheim. De regeringen van de Sovjet-Unie zouden deze grondwet niet naleven.
Boecharin verdedigde de NEP als dé oplossing om de Sovjet-economie weer op poten te krijgen. Hij was een tegenstander van het overhaast doorvoeren van een collectivisatie en steunde de boeren. Zijn opmerking in de Pravda tegen de koelakken (rijke boeren) 'verrijk U', leidde mede tot zijn val. In tegenstelling tot Trotski was Boecharin immens populair binnen de Russische Communistische Partij in de jaren 1920 tot 1930, zelfs na zijn machtsverlies.